# Helenenbad

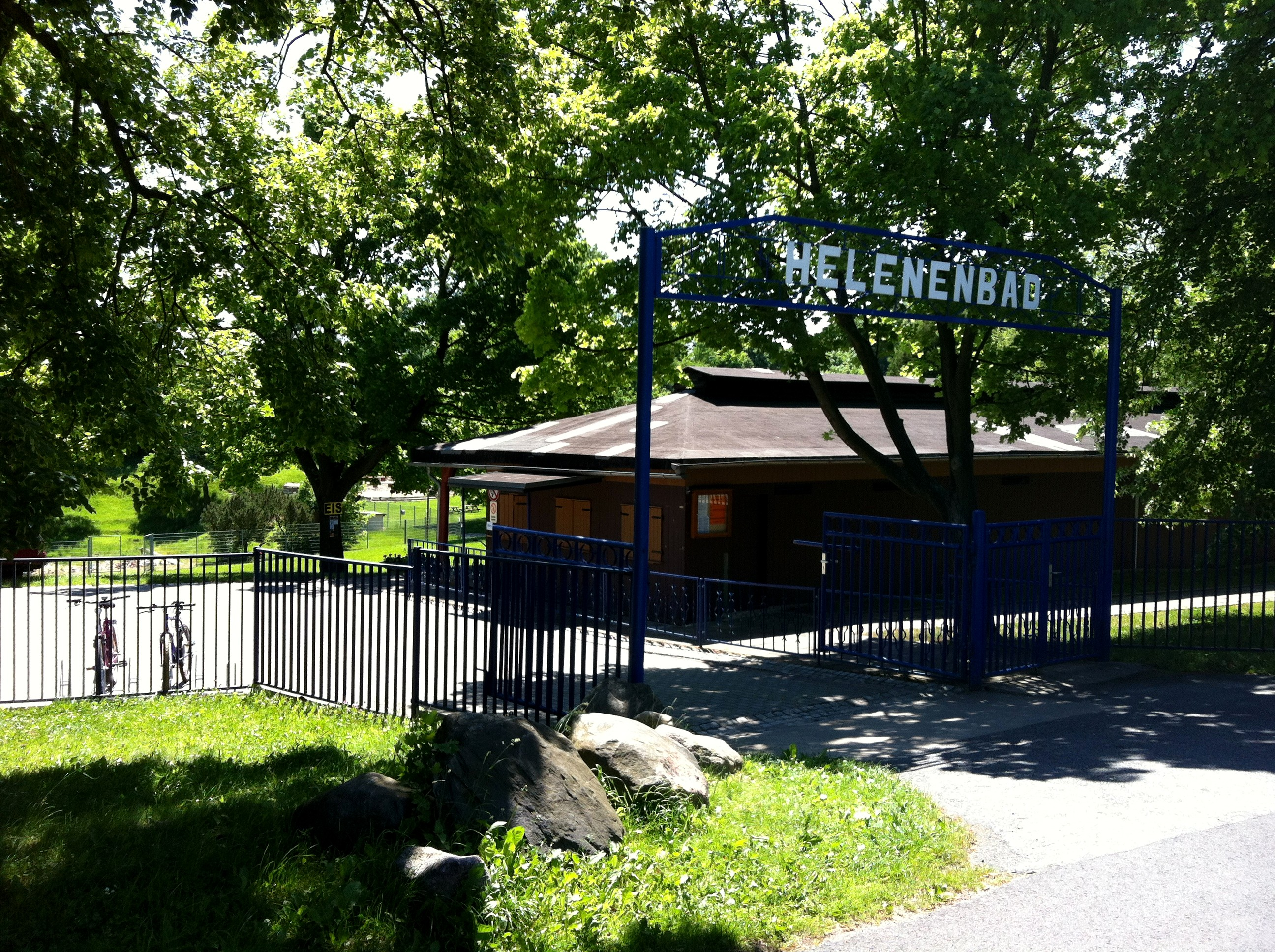
Eingang zum Helenenbad

Das Helenenbad war ein Freibad im Nordwesten der Görlitzer Innenstadt. Heute werden die Liegewiesen und Spielmöglichkeiten auf Gelände des einstigen Bades als Luftbad und Park genutzt.
Bereits 1921 beschlossen Mitglieder des Arbeiterschwimmvereins den Bau eines eigenen Freibads, da die Beziehungen zum bürgerlich geprägten Verein Weddigen, die das Stadtbad Weinbergpark nutzten, nicht gut waren. Die damalige Besitzerin des Leontinenhofs Baronin Helene von Carnap verkaufte ein Teil ihres Grundstücks zu günstigen Konditionen an den Arbeiterschwimmverein. Die Bauhütte Görlitz, eine gewerkschaftliche Baufirma, übernahm den Bauauftrag. Teile der Bevölkerung leisteten freiwillige Arbeitsstunden beim Bau des Bades, die mit Aufbaumarken vergütet wurden. Die für die Fuhrdienste benötigten Gespanne stellte der Leontinenhof unentgeltlich zur Verfügung.
Im Jahr 1922 konnte das Freibad eröffnet werden. Das Schwimmerbecken war 70 Meter lang und 25 Meter breit. Das benachbarte Nichtschwimmerbecken war 20 × 25 Meter groß. Am Rand des Schwimmerbecken befand sich ein Drei- und ein Fünfmetersprungbrett. Die beiden Becken wurden durch Quellwasser des nahen Siebenbörner gespeist. Von den Becken aus schlossen sich an einem flachen Hang die Liegewiesen an. Das Bad wurde von zahlreichen Arbeiterfamilien als Ausflugsort genutzt, aber auch ehrenamtliche Übungsleiter bildeten hier Schwimmer, Springer und Wasserballspieler aus.
Nach der Machtergreifung der Nationalsozialisten wurde das Freibad von der Deutschen Arbeitsfront (DAF) übernommen, die das Bad am 19. Mai 1934 als Volksbad der Deutschen Arbeitsfront wieder eröffnete. Später wurde das Freibad an die Stadt als kommunalen Träger übergeben, die das Bad bis 2002 betrieb. Das Bad wurde 1960 neugestaltet und lockte zu DDR-Zeiten bis zu 30.000 Besucher im Jahr an.
Im Jahr 1992 wurden der Kiosk, der Duschtrakt und die Umkleidekabinen modernisiert. Das Becken hatte zuletzt starke Risse, so dass stets Wasser nachgepumpt werden musste, was zu niedrigen Wassertemperaturen in den Becken führte. Die Stadt schloss das Bad 2002 auf Grund fehlender finanzieller Mittel für die Sanierung. Im letzten Betriebsjahr standen 10.500 Euro an Einnahmen 63.000 Euro an Ausgaben gegenüber. Es gab mehrfach Pläne und Stadtratsbeschlüsse die Becken zu sanieren, jedoch scheiterten diese meist am fehlenden Geld oder fehlenden jährlichen Zuschüssen die seitens der Stadt zur Verfügung gestellt werden konnten. Lediglich die Anlagen rund um die Becken wurden in Ordnung gebracht, die Gebäude renoviert sowie die Sanitäranlagen erneuert. Außerdem wurden zwei Fußballplätze und ein Beachvolleyballplatz gebaut. Im Jahr 2006 gründete sich ein Förderverein für das Helenenbad.
Laut Förderverein würde ein Neubau mit Edelstahlbecken rund 700.000 Euro kosten. Im Jahr 2007 eröffnete das Bad wieder als Luftbad ohne Wasserbecken. Trotz allem verfolgt der Förderverein für die Zukunft immer noch eine Wiedereröffnung mit Schwimmbecken.